# Legend Land
Legend Land — второй мини-альбом германо-норвежской симфоник-метал-группы Leaves’ Eyes, выпущен 2 июня 2006 года. Все песни исполняет Лив Кристин, главная вокалистка группы, также в некоторых треках гроулит Александр Крулль.

## Список композиций
| №  | Название                         | Длительность |
| -- | -------------------------------- | ------------ |
| 1. | «Legend Land»                    | 3:43         |
| 2. | «Skraelings»                     | 3:34         |
| 3. | «Viking's Word»                  | 3:35         |
| 4. | «The Crossing»                   | 3:15         |
| 5. | «Lyset»                          | 2:15         |
| 6. | «Legend Land (Extended Version)» | 4:43         |

## Участники записи

### Leaves' Eyes
- Лив Кристин — вокал
- Александр Крулль — гроулинг, программирование
- Торстен Бауер — гитара, клавишные
- Матиас Рёдерер — гитара, клавишные
- Крис Лухауп — бас-гитара, клавишные
- Мориц Нойнер — барабаны, перкуссия, клавишные

### Приглашённые участники
- Timon Birkhofer — виолончель
- Sarah Nuchel — скрипка